# Le Baron fantôme
Pour plus de détails, voir Fiche technique et Distribution.
Le Baron fantôme est un film français réalisé par Serge de Poligny en 1942, sorti en 1943.

## Synopsis
Le Périgord en 1826 : la comtesse de Saint-Hélié vient s'installer dans le manoir de son oncle, le baron Carol, avec deux enfants, sa fille Elfy et Anne qu'elle a adoptée. En arrivant, le domestique Toussaint lui apprend que le baron a mystérieusement disparu. Dix ans plus tard, celui-ci n'a jamais été revu. Elfy et Anne, désormais jeunes femmes, aiment toutes deux Hervé, le neveu de Toussaint...

## Fiche technique
- Titre : Le Baron fantôme
- Réalisation : Serge de Poligny
- Assistant-réalisateur : André Versein
- Scénario : Serge de Poligny
- Adaptation : Serge de Poligny et Louis Chavance
- Dialogues : Jean Cocteau
- Directeur de production : Robert Florat
- Producteurs : Aimé Frapin, Jean Séfert
- Production : Consortium de Productions de Films
- Distribution : Consortium du Film (35 et 16 mm)
- Photographie : Roger Hubert
- Musique composée et dirigée par : Louis Beydts
- Décors : Jacques Krauss
- Costumes : Christian Dior
- Montage : Jean Feyte
- Son : René Forget
- Pays :  France
- Format : noir et blanc
- Genre : Conte fantastique
- Durée : 99 minutes
- Son : mono
- Date de sortie :  
  - France - 16 juin 1943

## Distribution
- Odette Joyeux : Elfy de Saint-Hélié, la fille de la comtesse, qui croit être amoureuse d'Hervé
- Jany Holt : Anne, sa sœur de lait, farouchement et passionnément amoureuse d'Hervé
- Alain Cuny : Hervé, le fils du garde-chasse, élevé en compagnie d'Elfy, et qui l'aime depuis toujours
- André Lefaur : Eustache Dauphin dit Monseigneur, un homme qui prétend être Louis XVII
- Gabrielle Dorziat : la comtesse de Saint-Hélié, la mère d'Elfy
- André Alerme : le colonel
- Aimé Clariond : l'évêque
- Marguerite Pierry : Fébronie Dauphin, la femme d'Eustache
- Claude Sainval : Albéric de Marignac, un jeune officier de cavalerie, le fiancé d'Elfy
- Charles Vissières : Toussaint, le domestique du baron
- Marcel Pérès : Léopold, le frère de Fébronie
- Jean Cocteau : le baron Julius Carol, un noble qui a disparu de son château sans laisser de traces
- Marguerite de Morlaye : une vieille dame
- Jean Diéner : Joseph, le cocher de la comtesse
- Jacques Ory : Hervé enfant
- Marie Magali : Elfy de Saint-Hélié enfant
- Mercédès Brare : Anne enfant

## Production

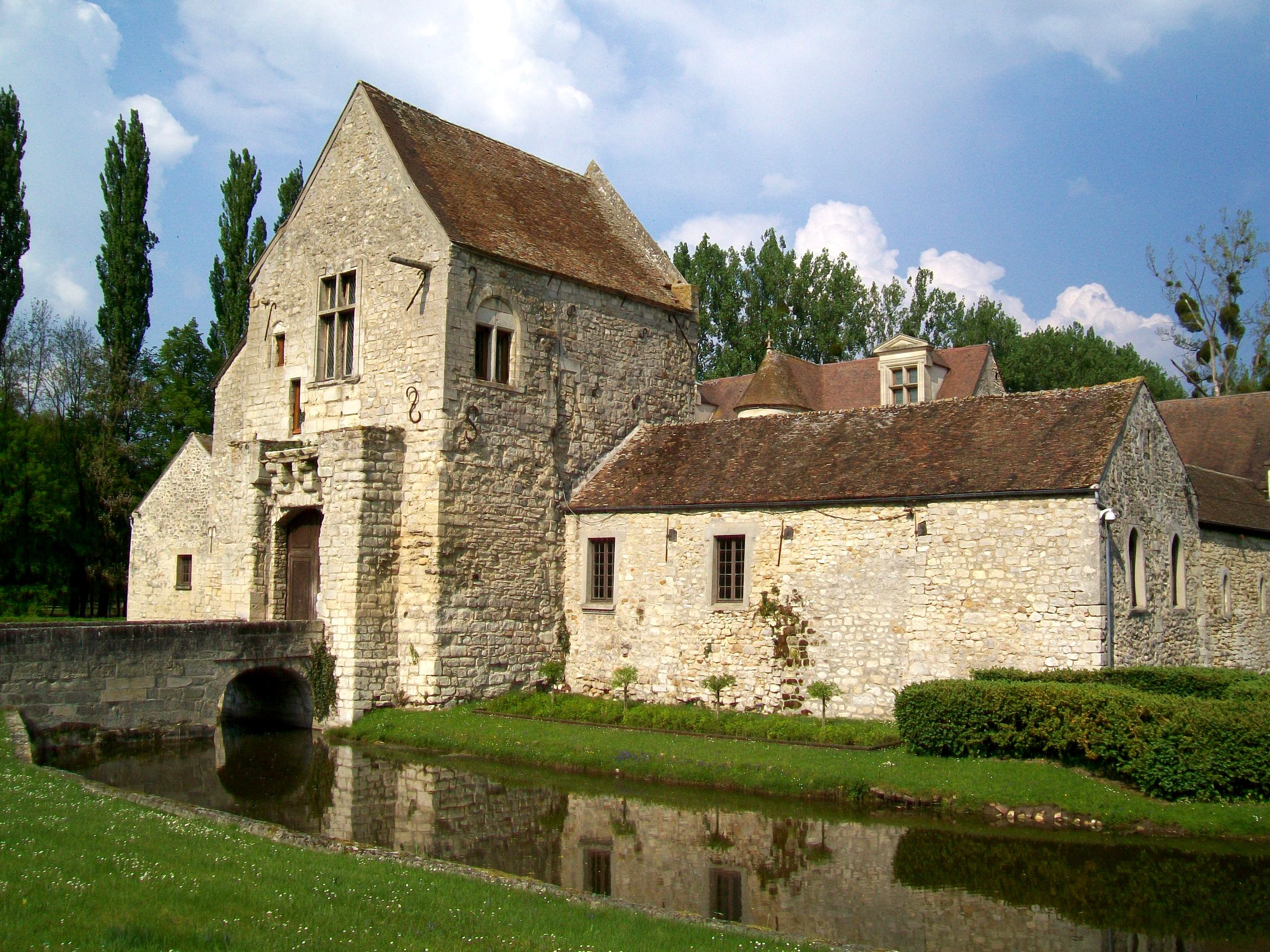
Château de Pontarmé

Serge de Poligny a l'idée de ce scénario grâce à « une histoire trouvée dans un vieux grimoire (une jeune fille, le jour de ses fiançailles, tombe dans une oubliette où elle découvre un trésor). [...] Le cinéma français était alors à la recherche de sujets hors du temps, poétiques, fantastiques, propres à l'évasion ». 
Le tournage débute en septembre 1942 et a lieu notamment au Château de Rauzan en Gironde et au Château de Pontarmé dans l'Oise.